# Hegyek pokla
A Hegyek pokla (eredeti cím: American Flyers) 1985-ben bemutatott amerikai filmdráma John Badham rendezésében. A forgatókönyvet Steve Tesich írta. A főszereplők Kevin Costner, David Marshall Grant, Rae Dawn Chong, Alexandra Paul, Janice Rule, Jennifer Grey, Robert Townsend, John Amos és Luca Bercovici.
A forgatás 1984 májusában zajlott az amerikai Colorado, Kansas, Missouri és Kalifornia államokban. 1985. augusztus 16-án került korlátozott számban a filmszínházakba és összesen 1,4 millió dolláros bevételt ért el az Amerikai Egyesült Államokban.
A Hegyek pokla a magyar mozikban nem került bemutatásra, videókazettán 1988-ban az Intervideo hozta forgalomba magyar felirattal. A hazai tévécsatornák több alkalommal is műsorra tűzték. A magyar szinkront az HBO megbízásából a Rex Film Kft készítette.

## Cselekmény
A két testvér, David (David Marshall Grant) és Marcus (Kevin Costner) hosszú ideje nem találkoztak. David különösebb célok nélkül, a családi otthonban él édesanyjával és kizárólag a kerékpározás érdekli, míg bátyja sikeres és céltudatos sportorvos, aki egykor versenyszerűen kerékpározott. Marcus a családtól messze él, ám apjuk tragikus halálát követően hazautazik. Édesanyjuk (Janice Rule) attól tart, hogy David örökölhette apjuk halálos betegségét.
Marcus meggyőzi öccsét, hogy megvizsgálhassa egy sportgyógyászati központban. A teszt után David hall egy beszélgetést, amelyben Marcus azt mondja, nem akarja, hogy David aggódjon valami miatt. David feltételezi, hogy neki is aneurizmája van. Hogy több időt töltsenek együtt, Marcus azt javasolja Davidnek, induljanak a háromnapos The Hell of the West (a Nyugat Pokla) elnevezésű, embert próbáló kerékpárversenyen, a coloradói Sziklás-hegységben. A verseny igen veszélyes szakaszokkal tűzdelt, ahol minden rossz mozdulat végzetes lehet.
Az első nap végén Marcus ér elsőnek a célba, míg David csak a negyvennyolcadik. A második napon David már a harmadik helyet szerzi meg, Marcus viszont rosszul lesz menet közben. Az események előrehaladtával a kihívás közelebb hozza egymáshoz a két testvért, és David számára is új lehetőségek nyílnak.

## Szereplők
| Színész              | Szerep         | Magyar hang    |
| -------------------- | -------------- | -------------- |
| Kevin Costner        | Marcus Sommers | Rátóti Zoltán  |
| David Marshall Grant | David Sommers  | Kautzky Armand |
| Rae Dawn Chong       | Sarah          | Kökényessy Ági |
| Alexandra Paul       | Becky          | Csellár Réka   |
| Janice Rule          | Mrs. Sommers   | Földi Teri     |
| Luca Bercovici       | Barry Muzzin   | Mikula Sándor  |
| Robert Townsend      | Jerome         | Rosta Sándor   |
| John Amos            | Dr. Conrad     | Kristóf Tibor  |